# 静岡市立長田南中学校
静岡市立長田南中学校（しずおかしりつ おさだみなみちゅうがっこう）は、静岡県静岡市駿河区みずほ三丁目に所在する公立中学校。

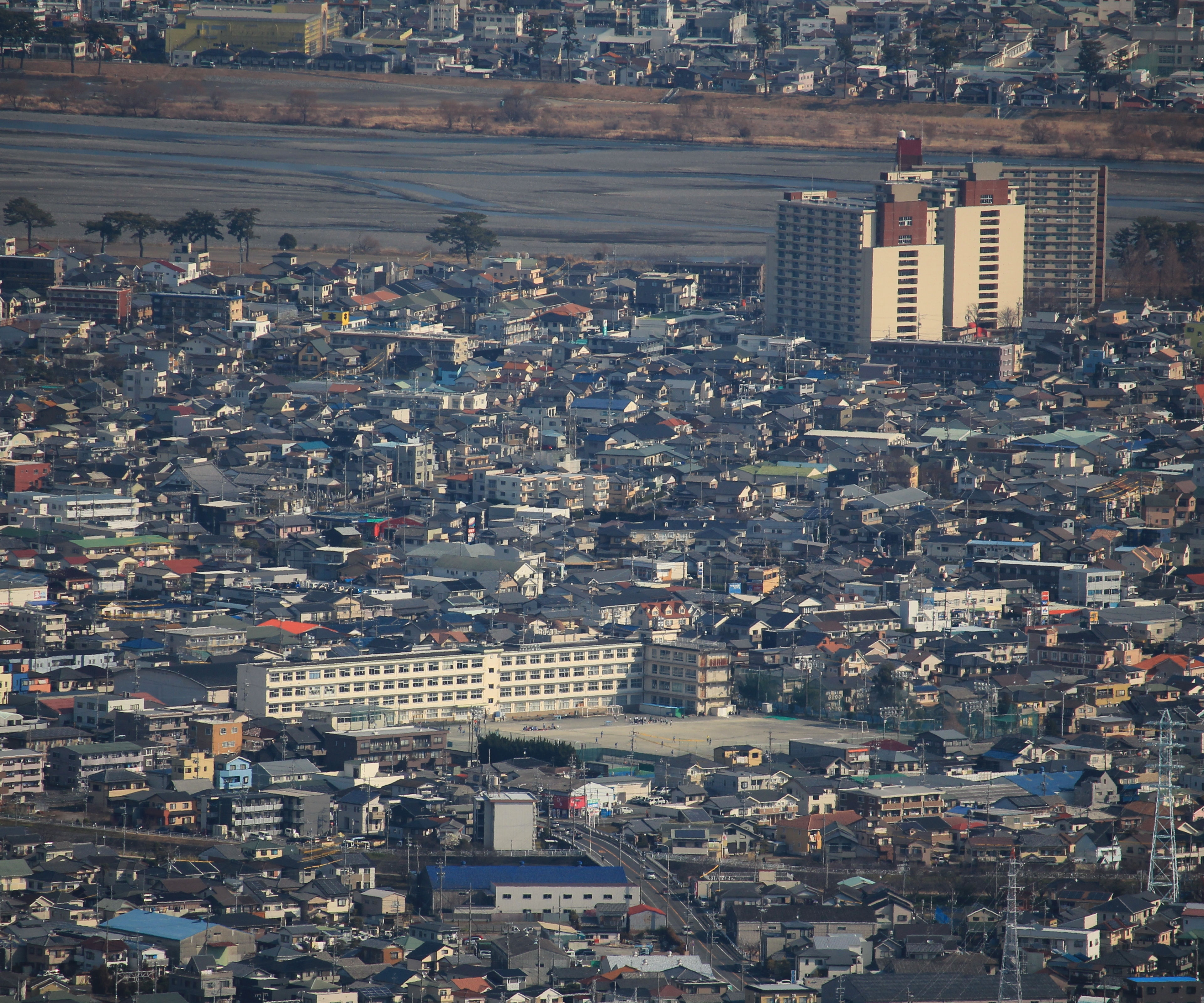
南西側の花沢山から望む静岡市立長田南中学校の周辺

## 沿革
- 1947年 - 開校。長田南小学校校舎の一部を借用
- 1948年 - 校章制定
- 1950年 - 静岡市広野（現在の用宗港の東側にあたる）に校舎が完成し移転
- 1956年 - 校歌制定
- 1969年 - 現在地（当時の地番：静岡市青木25番地）に校舎が完成し移転
- 1990年 - プール完成
- 1999年 - 体育館完成

## 校歌
長田南中学校校歌は、1956年に團伊玖磨が作曲したもの。

## 著名な卒業生
- そのまんま美川（ものまねタレント）
- 髙瀬慧（陸上）

## 小学校区
- 静岡市立長田東小学校
- 静岡市立川原小学校

## アクセス
- しずてつジャストライン用宗線 ｢みずほ三丁目｣停留所から、徒歩5分